# Front (Großverband)
Front (russisch Фронт) bezeichnet im russischen und sowjetischen Militär die höchste operative Vereinigung mehrerer Großverbände verschiedener Teilstreitkräfte und gleichzeitig die höchste Gliederungsform der Streitkräfte in Kriegs-Zeiten. Sie entspricht damit in etwa einer Armee oder Heeresgruppe.
Ihren Ursprung hat die Front als operative Formation im Russisch-Japanischen Krieg 1904/1905. Im Ersten Weltkrieg war die Front bereits fester Bestandteil der Struktur der russischen Streitkräfte. Die Rote Armee nutzte im Polnisch-Sowjetischen Krieg 1920, bei der Besetzung Ostpolens und im sowjetisch-finnischen Winterkrieg 1939 die Front als operativen Großverband. Beim deutschen Überfall auf die Sowjetunion am 22. Juni 1941 bildeten die westlichen Militärbezirke zunächst vier Fronten (Nord-, Nordwest-, West- und Südwestfront). Bis Kriegsende wurden weitere Fronten gebildet und immer wieder umbenannt. Bis heute sehen die russischen Streitkräfte im Mobilmachungsfall die Bildung von Fronten durch die Militärbezirke vor.

## Fronten der Roten Armee 1941–1945
Während des Großen Vaterländischen Krieges waren die Fronten entweder direkt dem Oberkommando (Stawka) oder einem der regionalen Oberbefehlshaber (Glawkom) unterstellt, die im Juli 1941 für die Nordwestliche, Südwestliche und Südliche Strategische Richtung (Naprawlenije) eingesetzt worden waren und als regionale Vertreter der Stawka die Operationen mehrere Fronten auf einem Kriegsschauplatz lenkten. Damit waren sie formell gleichrangig mit den Heeresgruppen der deutschen Wehrmacht, obwohl diese in der Regel über mehr Verbände verfügten und die Stärke mehrerer sowjetischer Fronten besaßen. Tatsächlich verringerte sich im Laufe des Krieges die Zahl der sowjetischen Fronten unterstellten Großverbände, so dass sie gegen Kriegsende stärkemäßig eher einem deutschen Armeeoberkommando glichen.
Die Frontkommandos wurden ähnlich den Generalkommandos der deutschen Wehrmacht i. d. R. aus den Hauptquartieren der Militärbezirke aufgestellt, zurück blieb ein Stellvertretendes Kommando in den Militärbezirken. Der Kommandeur des Militärbezirks übernahm dann die Führung der Front, wobei ihm ein Stab zur Seite stand. In der Roten Armee und später der Sowjetarmee kam noch das (1.) Mitglied des Kriegsrates (Politkommissar) und für die politische Arbeit eine Politabteilung unter einem Leiter der Politabteilung dazu. Die Front bestand aus mehreren Armeen, selbständigen Korps und Spezialtruppenteilen wie Artilleriedivisionen und -regimentern und Pioniertruppenteilen. Im Zweiten Weltkrieg wurden einer Front meist eine Luftarmee unterstellt. Zum Teil verfügten die Fronten auch über Truppenteile der Seestreitkräfte, so waren z. B. der Südfront Luftverbände der Schwarzmeerflotte unterstellt.
Zweck der Fronten war es, eine zentrale Führung für eine bestimmte Aufgabe zu ermöglichen. Musste eine Front mehrere Aufgaben gleichzeitig erfüllen, erfolgte häufig die Trennung in neue Fronten. Dementsprechend änderten sich auch die Bezeichnungen der Fronten. Nachdem die Fronten 1943/44 die Vorkriegsgrenzen der Sowjetunion überschritten hatten, blieb deren Bezeichnung bis Kriegsende unverändert.
Es war vorgesehen, dass Fronten Operationen in der Tiefe führten. Mit den ihr unterstellten Armeen sollten sie in konvergierenden Richtungen angreifen, um die feindlichen Verteidigungsstellungen zu durchbrechen und die gegnerische Hauptmacht einzukreisen und zu vernichten. Die Entwicklung der Offensive in die operative Tiefe sollte dann durch den Einsatz mechanisierter und Kavalleriekorps, Frontreserven und Luftlandungen im feindlichen Hinterland erfolgen. Die Gliederung einer Front zu diesem Zweck sah vor:
- 3–4 Stoßarmeen
- 1–2 allgemeine Armeen
- 1–2 mechanisierte, Panzer- oder Kavalleriekorps
- 15–30 Flieger-Divisionen.

Eine solche Front konnte in einem 250–300 km breiten Abschnitt gegen Ziele in einer Tiefe von 150 bis 250 km vorgehen und den Hauptangriff auf einem 60–80 km breiten Abschnitt führen. Dies entsprach einer Truppenkonzentration von einer Division auf 2–2,5 km, 40–100 Geschütze pro km, und 50–100 Panzer pro km. Eine Frontoperation sollte 15–20 Tage dauern und 10–15 km am Tag für Infanterie und 40–50 km für mobile Kräfte vorstoßen. Die Front bestand in der Regel aus einer Angriffsstaffel aus starken Stoß- und allgemeinen Armeen und einer mobilen Gruppe aus Panzer-, mechanisierten und Kavallerie-Korps. Fliegerkräfte und Reserven unterstützten die operierenden Fronten.

### Einzelne Fronten während des Deutsch-Sowjetischen Krieges
Wie die Schematische Kriegsgliederung der Roten Armee am 22. Juni 1941 zeigt, bestanden bei der Roten Armee zu Beginn des Zweiten Weltkriegs die Nordfront, Nordwestfront, Westfront, Südwestfront und Südfront. Später entstanden die Baltische Front, die Brjansker Front und die Zentralfront, die aber nach kurzer Zeit wieder mit der Brjansker Front vereinigt wurde. Daneben gab es noch die Transkaukasusfront, die einen eventuellen Angriff der Türkei abwehren sollte, sowie die Fernostfront. Weiter gab es kurzzeitig die Reservefront.
Zur Verteidigung Leningrads entstanden aus der Nordfront die Leningrader Front und die Karelische Front. Später entstanden die Wolchow-Front sowie in der Schlacht vor Moskau die Kalininer Front. 1942 versuchte die Krimfront die Krim zurückzuerobern.
Während des deutschen Vormarsches (Unternehmen Blau) im Süden entstanden die Woronescher Front, die Stalingrader Front und die Nordkaukasusfront, die später zur Schwarzmeergruppe der Transkaukasusfront umgebildet wurde. Auf dem Höhepunkt der Schlacht von Stalingrad wurde die Stalingrader Front in die Stalingrader Front und die Südostfront geteilt. In Vorbereitung der Gegenoffensive wurde die Stalingrader Front in Donfront und die Südostfront wieder in Stalingrader Front umbenannt. Nach der Zerschlagung der deutschen 6. Armee wurde die Donfront in Zentralfront umbenannt und verlegt. In Vorbereitung der Kursker Schlacht wurde erneut eine Reservefront geschaffen, die später in Steppen-Militärbezirk und dann in Steppenfront umbenannt wurde.
Im Oktober 1943 wurden die Fronten von Grund auf umgebildet und neu benannt. So wurde aus der Baltischen Front die 2. Baltische Front, aus der Kalininer Front die 1. Baltische Front, aus der Zentralfront die Weißrussische Front, aus der Woronescher Front die 1. Ukrainische Front, aus der Steppen-Front die 2. Ukrainische Front, aus der Südwestfront die 3. Ukrainische Front und aus der Südfront die 4. Ukrainische Front, welche nach Eroberung der Krim aufgelöst wurde und zum Angriff über die Ostkarpaten in die Slowakei später neu geschaffen wurde. 1944 wurde die 2. Weißrussische Front geschaffen und die Weißrussische Front in 1. Weißrussische Front umbenannt. Die Wolchow-Front und die Nordwestfront wurden aufgelöst. Die Nordkaukasusfront wurde zur Selbständigen Küstenarmee umgebildet. Die Westfront wurde in 3. Weißrussische Front umbenannt. Zusätzlich wurde die 3. Baltische Front geschaffen.
Im Krieg gegen Japan wurden 1945 die 1. Fernostfront, die 2. Fernostfront gebildet, die von der seit 1941 bestehenden Transbaikalfront unterstützt wurde.

### Liste der Fronten der Roten Armee
| Weißrussische Front         | Oktober 1943 bis Februar 1944                                                                     | wurde 1. Weißrussische Front                                       |
| 1. Weißrussische Front      | Februar 1944 bis Juni 1945                                                                        |                                                                    |
| 2. Weißrussische Front      | Februar bis April 1944; April 1944 bis Juni 1945                                                  |                                                                    |
| 3. Weißrussische Front      | April 1944 bis August 1945                                                                        |                                                                    |
| Brjansker Front             | August bis November 1941 und Dezember 1941 bis August/Oktober 1943, zwischenzeitlich Reservefront | in Weißrussische Front eingegliedert                               |
| Wolchow-Front               | Dezember 1941 bis April 1942 und Juni 1942 bis Februar 1944                                       | wurde 3. Baltische Front                                           |
| Woronescher Front           | Juli 1942 bis August 1943                                                                         | wurde 1. Ukrainische Front                                         |
| Fernostfront                | Juni bis August 1938 und Juli 1940 bis August 1945                                                | wurde 2. Fernostfront                                              |
| 1. Fernostfront             | August bis Oktober 1945                                                                           |                                                                    |
| 2. Fernostfront             | August bis September 1945                                                                         |                                                                    |
| Donfront                    | Juli 1942 bis Februar 1943                                                                        | wurde Zentralfront                                                 |
| Transbaikalfront            | Januar 1941 bis August 1945                                                                       |                                                                    |
| Transkaukasusfront          | August 1941 bis August 1945 (Dezember 1941 bis Mai 1942 Kaukasusfront)                            |                                                                    |
| Westfront                   | Juni 1941 bis April 1944                                                                          | wurde 2. Weißrussische Front                                       |
| Kalininer Front             | Oktober 1941 bis Oktober 1943                                                                     | wurde 1. Baltische Front                                           |
| Karelische Front            | September 1941 bis November 1944                                                                  | wurde 1. Fernostfront                                              |
| Krimfront                   | Januar – Mai 1942                                                                                 |                                                                    |
| Leningrader Front           | August 1941 bis Juli 1945                                                                         |                                                                    |
| Baltische Front             | Oktober 1943                                                                                      | wurde 2. Baltische Front                                           |
| 1. Baltische Front          | Oktober 1943 bis Februar 1945                                                                     |                                                                    |
| 2. Baltische Front          | Oktober 1943 bis April 1945                                                                       |                                                                    |
| 3. Baltische Front          | April bis Oktober 1944                                                                            |                                                                    |
| Reservefront (1. Formation) | Juni bis Oktober 1941                                                                             | in Westfront eingegliedert                                         |
| Reservefront (2. Formation) | März bis September 1943 (23.–27. März Kursker Front; 27./28. März Oreler Front)                   | zwischenzeitliche Bezeichnung für die Brjansker Front              |
| Nordfront                   | Juni bis August 1941                                                                              | wurde Leningrader Front/Karelische Front                           |
| Nordwestfront               | Juni 1941 bis Januar/Februar 1944                                                                 | in Baltische Front eingegliedert                                   |
| Nordkaukasusfront           | Mai bis September 1942 und Januar bis September/November 1943                                     | in Transkaukasusfront eingegliedert                                |
| Stalingrader Front          | Juli 1942 bis Januar 1943                                                                         | wurde September 1942 Donfront, Südostfront wird Stalingrader Front |
| Steppenfront                | Juli bis Oktober 1943                                                                             | wurde 2. Ukrainische Front                                         |
| 1. Ukrainische Front        | Oktober 1943 bis Juni 1945                                                                        |                                                                    |
| 2. Ukrainische Front        | Oktober 1943 bis Juni 1945                                                                        |                                                                    |
| 3. Ukrainische Front        | Oktober 1943 bis Juni 1945                                                                        |                                                                    |
| 4. Ukrainische Front        | Oktober 1943 bis Juli 1945                                                                        |                                                                    |
| Zentralfront                | Juni bis August 1941 und Februar bis Oktober 1943                                                 | wurde Weißrussische Front                                          |
| Südostfront                 | August bis September 1942                                                                         | wurde Stalingrader Front                                           |
| Südwestfront                | Juni 1941 bis August 1943                                                                         | wurde 3. Ukrainische Front                                         |
| Südfront                    | Juni 1941 bis Juli 1942 und Januar bis August 1943                                                | wurde 4. Ukrainische Front                                         |

Siehe auch: Deutsch-Sowjetischer Krieg